# Chuisnes
Chuisnes és un municipi francès, situat al departament de l'Eure i Loir i a la regió de Centre – Vall del Loira. L'any 2007 tenia 965 habitants.

## Demografia

### Població
El 2007 la població de fet de Chuisnes era de 965 persones. Hi havia 360 famílies, de les quals 72 eren unipersonals (17 homes vivint sols i 55 dones vivint soles), 102 parelles sense fills, 165 parelles amb fills i 21 famílies monoparentals amb fills.
La població ha evolucionat segons el següent gràfic:
Habitants censats

### Habitatges
El 2007 hi havia 448 habitatges, 367 eren l'habitatge principal de la família, 62 eren segones residències i 19 estaven desocupats. 443 eren cases i 1 era un apartament. Dels 367 habitatges principals, 315 estaven ocupats pels seus propietaris i 52 estaven llogats i ocupats pels llogaters; 2 tenien una cambra, 19 en tenien dues, 75 en tenien tres, 114 en tenien quatre i 157 en tenien cinc o més. 286 habitatges disposaven pel capbaix d'una plaça de pàrquing. A 141 habitatges hi havia un automòbil i a 206 n'hi havia dos o més.

### Piràmide de població
La piràmide de població per edats i sexe el 2009 era:
| Homes | Edats   | Dones |
| ----- | ------- | ----- |
| 0     | 95 o +  | 0     |
| 0     | 90 a 94 | 4     |
| 0     | 85 a 89 | 0     |
| 4     | 80 a 84 | 16    |
| 16    | 75 a 79 | 12    |
| 20    | 70 a 74 | 20    |
| 20    | 65 a 69 | 20    |
| 20    | 60 a 64 | 16    |
| 16    | 55 a 59 | 16    |
| 36    | 50 a 54 | 20    |
| 32    | 45 a 49 | 36    |
| 28    | 40 a 44 | 40    |
| 24    | 35 a 39 | 16    |
| 48    | 30 a 34 | 32    |
| 16    | 25 a 29 | 32    |
| 20    | 20 a 24 | 8     |
| 40    | 15 a 19 | 24    |
| 32    | 10 a 14 | 36    |
| 20    | 5 a 9   | 20    |
| 20    | 0 a 4   | 8     |

## Economia
El 2007 la població en edat de treballar era de 652 persones, 518 eren actives i 134 eren inactives. De les 518 persones actives 474 estaven ocupades (257 homes i 217 dones) i 44 estaven aturades (17 homes i 27 dones). De les 134 persones inactives 49 estaven jubilades, 49 estaven estudiant i 36 estaven classificades com a «altres inactius».

### Ingressos
El 2009 a Chuisnes hi havia 391 unitats fiscals que integraven 1.059 persones, la mediana anual d'ingressos fiscals per persona era de 20.339 €.

### Activitats econòmiques
Dels 28 establiments que hi havia el 2007, 2 eren d'empreses extractives, 2 d'empreses alimentàries, 1 d'una empresa de fabricació de material elèctric, 6 d'empreses de construcció, 5 d'empreses de comerç i reparació d'automòbils, 2 d'empreses de transport, 1 d'una empresa d'hostatgeria i restauració, 1 d'una empresa immobiliària, 4 d'empreses de serveis, 2 d'entitats de l'administració pública i 2 d'empreses classificades com a «altres activitats de serveis».
Dels 8 establiments de servei als particulars que hi havia el 2009, 1 era un taller de reparació d'automòbils i de material agrícola, 1 paleta, 1 fusteria, 1 lampisteria, 2 electricistes, 1 perruqueria i 1 restaurant.
L'any 2000 a Chuisnes hi havia 17 explotacions agrícoles que ocupaven un total de 1.595 hectàrees.

## Equipaments sanitaris i escolars
L'únic equipament sanitari que hi havia el 2009 era una ambulància.
El 2009 hi havia una escola elemental.

## Poblacions més properes
El següent diagrama mostra les poblacions més properes.